# Dingle (Iloilo)
Dingle è una municipalità di quarta classe delle Filippine, situata nella Provincia di Iloilo, nella Regione del Visayas Occidentale.
Dingle è formata da 33 baranggay:
- Abangay
- Agsalanan
- Agtatacay
- Alegria
- Bongloy
- Buenavista
- Caguyuman
- Calicuang
- Camambugan
- Dawis
- Ginalinan Nuevo
- Ginalinan Viejo
- Gutao
- Ilajas
- Libo-o
- Licu-an
- Lincud

- Matangharon
- Moroboro
- Namatay
- Nazuni
- Pandan
- Poblacion
- Potolan
- San Jose
- San Matias
- Siniba-an
- Tabugon
- Tambunac
- Tanghawan
- Tiguib
- Tinocuan
- Tulatula-an